# Diez de diciembre
Diez de diciembre es el cuarto libro de relatos del escritor norteamericano George Saunders, publicado en 2013. Consta de diez piezas que tratan temas como el amor, la muerte, el sexo, o el tema por excelencia de Saunders, la explotación laboral, y que aparecieron en publicaciones como Harper's Magazine o The New Yorker entre 1995 y 2012. 
Saunders hace gala de un estilo muy personal y de una versión de la posmodernidad que lo relaciona con los libros de relatos de David Foster Wallace. En España, ha sido traducido al castellano (Diez de diciembre, Alfabia, traducción de Ben Clark) y al catalán (Deu de desembre, Edicions 1984, traducción de Yannick Garcia).
Diez de diciembre quedó finalista del National Book Award y fue calificado como mejor libro del año 2013 según The New York Times.

## Relatos
-	Vuelta de Honor (2009): una joven adolescente es secuestrada por un presunto violador, mientras el vecino de enfrente, compañero de clase de la chica, presencia la escena sin decidirse a intervenir. Está escrito en forma de triple monólogo interno y el autor cambia de personaje con brusquedad en varias ocasiones. 
-	Palos (1995): es el relato más breve del libro y narra el paso del tiempo mediante un poste clavado en el jardín de una familia y los distintos usos que ésta le ha dado a lo largo de los años.
-	Cachorro (2007): a través de los monólogos internos de dos mujeres, se nos cuenta una situación aparentemente cotidiana: una familia está interesada en adoptar un cachorro que su propietario acabará sacrificando si no encuentra quien se lo quede. Sin embargo, los dueños del perro tienen a su propio hijo, deficiente mental, encadenado al jardín como si fuera un animal. 
-	Escapar de la cabeza de Araña (2010): trata sobre unos reclusos en los que experimentan una droga que hace que puedan enamorarse en cuestión de segundos de otra persona y que tiene efectos trágicos en algunos de los sujetos en los que se realizan estos experimentos.
-	Exhortación (2000): mediante un comunicado interno, el jefe de una empresa anima a sus empleados a no desanimarse en un trabajo del cual nunca se especifica en qué consiste.
-	Al Roosten (2009): es el reflejo de un hombre que quiere avanzar en una sociedad norteamericana totalmente materialista y que aspira a formar parte de la clase alta.
-	Los diarios de las Chicas Sémplica (2012): escrito en forma de diario íntimo, se cuentan los desvelos de un padre de familia por elevar el estatus social de su hija mayor. Cuando le toca la lotería, emplea gran parte del premio en colocar a varias inmigrantes en su jardín.
-	A Casa (2011): un veterano de guerra regresa a casa y todo el mundo le agradece los servicios prestados, pero eso no impide que su madre sea desahuciada.
-	Mi debacle como hidalgo (2011): en un parque temático sobre el Medievo, el jefe se aprovecha de su cargo para abusar sexualmente de sus empleadas y es descubierto por uno de los trabajadores.
-	Diez de diciembre (2011): es el relato que cierra el libro. Un adolescente y un enfermo terminal que ha huido de su casa se encuentran en torno a un lago helado.